# 오와시정
오와시정(尾鷲町)은 일본 미에현 기타무로군에 설치되었던 정이다. 현재의 오와세시의 북부에 해당한다.